# Ulrich I. von Rechberg
Ulrich I. von Rechberg gilt als Stammvater des staufischen Dienstmannengeschlechts der Herren von Rechberg und tritt – gesichert – in der Zeit zwischen 1179 und 1200 in den Urkunden auf.

## Leben
Er war in erster Ehe mit Adelheid (Adilheidis) von Biberbach und in zweiter Ehe mit Perchterad (Perhcteradis) von Ravensburg aus der Familie der Reichsmarschälle von Pappenheim verheiratet.
Am 22. Januar 1179 wird er in einem von Kaiser Friedrich Barbarossa für das Kloster Rot ausgestellten Privileg als Ulricus de Rehperc unter den Zeugen genannt. Möglicherweise ist Ulrich von Rechberg auch mit einem „Ulrich von Staufen“ (1172) identisch und sogar schon fürs Jahr 1165 nachweisbar.
Ulrich wird 1181 erneut in einer kaiserlichen Urkunde unter den Zeugen gelistet, 1189 ausdrücklich als Kastellan der Burg Hohenstaufen bezeichnet und 1194 zum ersten Mal als Marschall des Herzogtums Schwaben. 1200 wird er in dieser Eigenschaft zum letzten Mal im Gefolge des Staufers Philipp von Schwaben nachgewiesen, der zugleich deutscher König und Herzog von Schwaben war.
Umstritten sind seine letzten Lebensjahre. Während ein Teil der Historiker vermutet, dass er zwischen April und November 1200 gestorben sein muss, gehen andere davon aus, dass er noch bis 1205/1206 gelebt haben wird. Ulrichs Sohn war Hildebrand, der erstmals im November 1200 als Nachfolger seines Vaters im Amt des Marschalls des Herzogtums Schwaben Erwähnung findet und bis zu seinem Tod 1226 dieses Amt innehatte.

## Nachfahrenliste von Ulrich I. von Rechberg
- Ulrich I. von Rechberg († 1206), Marschall des Herzogtums Schwaben, ⚭ I. Adelheid, urkundlich genannt 1299–1205
  - Hildebrand von Rechberg († 1226), Marschall des Herzogtums Schwaben, ⚭ Anna von Pappenheim, urkundlich genannt 1237
    - Ulrich II. von Rechberg († 1226?), urkundlich genannt 1215
    - Conrad I. von Rechberg († 1237), genannt der Mönch, ⚭ Johanna von Lichtenberg
      - Conrad von Rechberg († 1307/1308), Dompropst zu Augsburg, Vicedom zu Straubing
      - Conrad II. von Rechberg († 1293), genannt der Landvogt, ⚭ Liutgard Gräfin von Kirchberg, urkundlich genannt 1293
      - Hildebrand von Rechberg († 28. April 1279), Propst von St. Peter, dann Archidiakon zu Augsburg
      - Ulrich III. von Rechberg († vor 1274), zu Bettringen, urkundlich genannt 1255–1259, ⚭ Adelheid

    - Werner von Rechberg († 18. Februar 1256), Propst von St. Peter zu Augsburg

  - Siegfried III. von Rechberg († 23. August 1227), Bischof von Augsburg
  - Adelheid von Rechberg, urkundlich genannt 1221, ⚭ Heinrich von Waldburg († 1208)